# Достик (Аксуська міська адміністрація)
Дости́к (каз. Достық) — село у складі Аксуської міської адміністрації Павлодарської області Казахстану. Адміністративний центр Достицького сільського округу.
Населення — 670 осіб (2021; 655 у 2009, 736 у 1999).